# Calabrià
| Subdivisions del període Quaternari | Subdivisions del període Quaternari | Subdivisions del període Quaternari | Subdivisions del període Quaternari |
| Sistema                             | Sèrie                               | Estatge                             | Edat (Ma)                           |
| ----------------------------------- | ----------------------------------- | ----------------------------------- | ----------------------------------- |
| Quaternari                          | Holocè                              | Megalaià                            | 0,0042                              |
| Quaternari                          | Holocè                              | Norgripià                           | 0,0082                              |
| Quaternari                          | Holocè                              | Grenlandià                          | 0,0117                              |
| Quaternari                          | Plistocè                            | Superior                            | 0,129                               |
| Quaternari                          | Plistocè                            | Chibanià                            | 0,774                               |
| Quaternari                          | Plistocè                            | Calabrià                            | 1,80                                |
| Quaternari                          | Plistocè                            | Gelasià                             | 2,58                                |
| Neogen                              | Pliocè                              | Plasencià                           | més antic                           |

El Calabrià és el segon estatge faunístic de l'època del Plistocè. Comprèn el període entre fa 1,80 milions d'anys i fa 0,774 milions d'anys.
La fi de l'estatge es defineix com l'última inversió de polaritat (781 ± 5 Ka) i l'arribada d'una edat glacial i una dessecació global que conduí a un clima possiblement més fred i sec que el del període fred del Miocè superior (Messinià) al Pliocè inferior (Zanclià). Originalment, el Calabrià era un estatge faunístic europeu basat principalment en fòssils de mol·luscs. Avui en dia, és la segona edat geològica del Plistocè inferior. Moltes de les associacions de la mastofauna del Plistocè inferior tenen el seu inici al Gelasià. Per exemple, Platygonus i altres animals del Blancà aparegueren durant el Gelasià.